# Beach Lighthouse (Fleetwood)
Das Beach Lighthouse ist ein Leuchtturm in Fleetwood, Lancashire, England. Der Leuchtturm, der auch als Lower Light bekannt ist, signalisiert im Zusammenspiel mit dem Pharos Lighthouse und dem Wyre Light die Einfahrt in den Hafen von Fleetwood durch das von Sandbänken gekennzeichnete Ästuar des River Wyre.
Der 13 m hohe Leuchtturm wurde 1839 von Decimus Burton und Captain Henry Mangles Denham entworfen und im klassizistischen Stil aus Sandstein gebaut. Am 1. Dezember 1840 wurde der Turm in Betrieb genommen.
Der Leuchtturm sendet alle 2 Sekunden ein grünes Licht, das, wenn es sich direkt unter dem Licht des Pharos Lighthouse befindet, auf das Wyre Light hinweist, das 3,7 km vor der Küste auf der North Wharf Bank die Einfahrt in den Schifffahrtskanal des Wyre markiert.
Der Leuchtturm ist ein Baudenkmal, das von English Heritage als Grade-II-Monument geführt wird.